# Open IPTV Forum
Open IPTV Forum (OIPF) es una asociación panindustrial creada por el sector dedicado a la televisión por IP (IPTV) con el objetivo de desarrollar unas especificaciones normalizadas extremo a extremo que permitan llevar esta tecnología masivamente al mercado. Legalmente se trata de una asociación industrial registrada con número VR 202474 bajo el Código Civil Alemán.

## Acerca de Open IPTV Forum
La aparición de la televisión IP a nivel internacional creó la necesidad de una organización que actuara en el marco de la normalización con tal de poder ofrecer servicios plug and play para los usuarios finales. De esta manera nace el Open IPTV Forum en marzo de 2007, compuesto por ocho miembros de diversos países, todos ellos fabricantes de equipos, operadores de telecomunicaciones y proveedores de servicios.
El principal propósito es por tanto conseguir una experiencia de uso fácil y rápida de cara a que esta tecnología pueda llegar sin mayores problemas a la gran mayoría de consumidores de contenidos audiovisuales. Esto implica que las diferentes capas en la cadena de IPTV necesitan una herramienta común para poder desarrollar cómodamente sus propios productos y que a su vez, estos encajen en una solución plug and play. El OIPF intenta que esta herramienta común sean los estándares abiertos que crean y desarrollan.

## Objetivos
El cometido del OIPF es dar soporte a los proveedores de los sistemas IPTV dando pautas que conduzcan a un mercado IPTV global. Por lo tanto, El OIPF proporciona especificaciones, perfiles, pruebas, ensayos y certificaciones para promover esta tecnología. Los objetivos básicos se pueden describir (y así lo hace la propia OIPF) en cuatro puntos clave, fuertemente relacionados entre ellos:
1. Crear una serie de especificaciones que puedan ser usadas para sistemas de telecomunicación IPTV extremo a extremo interactivos, personalizables, aplicaciones y otros servicios relacionados. También para los dispositivos electrónicos (productos de consumo) para poder asegurar una completa compatibilidad y interoperabilidad entre los diversos equipos y servicios en beneficio de los consumidores.
2. Publicar y promover especificaciones IPTV como estándares abiertos y no discriminatorios que puedan ser usados por las empresas distribuidoras de sistemas de comunicaciones, aplicaciones y otros servicios. Esto implica hacer públicas las especificaciones aprobadas y hacer que sean sometidas a aceptación por organizaciones de estándares tales como 3GPP, ETSI, ATIS, Open Mobile Alliance u otras organizaciones de estándares de relevancia.
3. Mejorar y desarrollar continuamente estas especificaciones IPTV a través de nuevas versiones de estándares.
4. Establecer medios para asegurar interoperabilidad entre servicios y dispositivos que funcionen con las especificaciones de IPTV.

## Empresas miembros
Los miembros fundadores o Miembros Iniciales (Initial Members en inglés) del OIPF fueron ocho: Ericsson, France Télécom, Nokia Siemens, Panasonic Corporation, Philips, Samsung Electronics, Sony Corporation y Telecom Italia. Sin embargo, a día de hoy la lista de miembros ha aumentado considerablemente.

### Nuevos miembros
Debido a la política para tener un área de cobertura e influencia lo mayor posible, el OIPF tiene las puertas abiertas a nuevos miembros. Los requisitos que se exigen consisten en que la empresa o grupo en cuestión esté en activo en el área de la IPTV y que además pueda contribuir a conseguir los objetivos marcados por el Foro. También estas empresas deberán proveer personal para los grupos de trabajo del OIPF. Los nuevos miembros admitidos son denominados Miembros Adicionales (Additional Members en inglés) en contraposición a los Miembros Iniciales (Initial Members en inglés).

### Actualidad
En la actualidad, el OIPF tiene una amplia lista de miembros, con una gran representación a nivel internacional. Contamos un total de 60 empresas, entre las cuales se encuentra la española Telefónica.

## Organización
El OIPF está organizado según el gráfico adjunto.

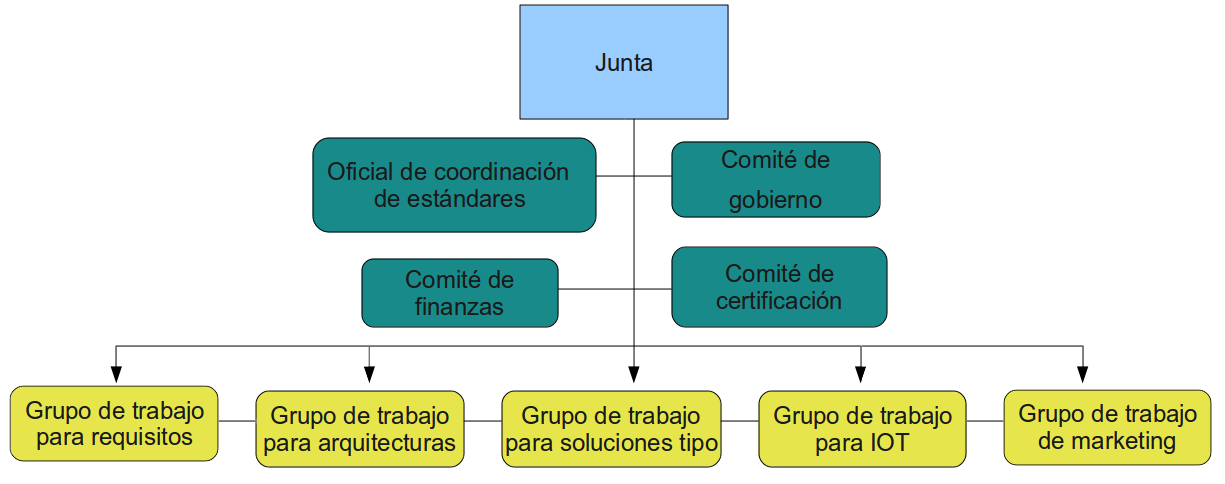
Estructura del Open IPTV Forum.

Su ente de dirección máximo es la Junta (Board en inglés). Su presidente es en la actualidad Yun Chao Hu (Ericsson) y los vicepresidentes son Yukako Nakajima (Sony) y Mohamed Dadas (Orange FT-Group).  Por debajo de esta junta, tenemos tres comités con unas tareas específicas intrínsecas al nombre que recibe cada uno, y un coordinador de estándares, que es el encargado de compaginar estándares tanto a nivel interno como si es necesario ponerse en contacto con otras entidades de estándares.
Por último, tenemos unos grupos de trabajo compuestos por expertos en las materias correspondientes. Ellos son los encargados de realizar las especificaciones y publicaciones del OIPF.

## Release 1
Fruto del trabajo conjunto de la asociación, se liberó el primer conjunto de especificaciones. El 8 de octubre de 2009 salió la versión 1.1 de esta release, fraccionada en diversos volúmenes.
En ella se tratan diversos temas: Algunos de ellos para poder tener una comprensión adecuada de todo el trabajo (terminología, convenciones, etc.) y otros de ámbito puramente técnico (formatos del contenido, metadatos, protocolos, entorno de aplicación en el terminal, autenticación, protección del contenido, esquemas XML, etc.). Esta Release se centra sobre todo en acceso a la información mediante cable.
Se establece por ejemplo, el uso de H.264/AVC como codificación de video predilecta y HE-AAC para el audio, siendo el soporte de ambos obligatorio; pero además dando la posibilidad de dar soporte para otros sistemas de codificación.
En cuanto a los metadatos, se usan gran parte de las especificaciones de DVB, estandarizadas por la ETSI, para el Servicio de descubrimiento y selección (Service Discovery and Selection, SD&S) y la Guía de Contenido de Banda Ancha (Broadband Content Guide, BCG). Sin embargo tiene algunas diferencias respecto al estándar DVB: Mientras que en el DVB la entrega de metadatos se hace mediante documentos XML, la Release 1 también acepta contenido CE-HTML como parte de aplicaciones interactivas.
Otro tema que se trata en las especificaciones es el entorno de aplicación declarativo (Declarative Application Environment, DAE) que especifica las aplicaciones basadas en navegador que se ejecutan en el terminal Open IPTV (OITF en el documento original). El DAE permite que las tecnologías web puedan proveer acceso a servicios IPTV ya sean redes controladas o el mismo internet.

## Release 2
La Release 2 fue liberada el 8 de agosto de 2009. En ella se tratan temas de arquitectura funcional (Arquitecturas de alto nivel, flujos de señal de alto nivel, interoperatibilidad entre IPTV y los servicios de comunicación, acceso remoto, etc.). Esta Release trata también la cobertura y acceso para terminales móviles, y la disponibilidad de servicios IPTV para cualquier dispositivo capaz como por ejemplo la TV, un teléfono móvil, un PC, PDA, etc. 